# رولف اپل
رولف اپل (آلمانی: Rolf Appel؛ ۲۵ فوریهٔ ۱۹۲۱ – ۳۰ ژانویهٔ ۲۰۱۲) یک شیمی‌دان، و استاد دانشگاه اهل آلمان بود. واکنش اپل در شیمی آلی به افتخار وی نامگذاری شده است.